# Bâtiment de la Conférence municipale de l'Alliance socialiste des travailleurs à Niš
Le bâtiment de la Conférence municipale de l'Alliance socialiste des travailleurs à Niš (en serbe cyrillique : Зграда Андона Андоновића у Нишу ; en serbe latin : Zgrada Opštinske konferencije SSRN u Nišu) se trouve à Niš, dans la municipalité de Medijana et dans le district de Nišava, en Serbie. Il est inscrit sur la liste des monuments culturels protégés de la république de Serbie (identifiant no SK 749),,.

## Présentation
Le bâtiment, situé 7 rue Nade Tomić, a été construit en 1932 selon un projet de l'architecte belgradois Aleksandar Sekulić et l'ingénieur Dragoljub Vladimirović pour le ferblantier Milan Ž. Stojiljković, qui était aussi propriétaire de l'hôtel Park, un hôtel également construit par Sekulić. Il est caractéristique du style néo-classique.
De plan carré, ce bâtiment d'angle est constitué d'un rez-de-chaussée et d'un étage surmonté d'une terrasse. Construit en pierres artificielles, il est orné d'une décoration plastique en pierre artificielle au-dessous du grenier et au-dessus des fenêtres.
Au rez-de-chaussée, l'intérieur s'organise autour d'un hall central avec un escalier demi-circulaire qui conduit à l'étage ; ce rez-de-chaussée abrite les espaces où la famille passait ses journées, tandis que l'étage était réservé à une vie plus intime avec les chambres à coucher.
Aujourd'hui, le bâtiment abrite la société d'utilité publique Objedinjena naplata, un organise qui facile le rééchelonnement des dettes et peut aller jusqu'à annuler le paiement des intérêts.
Le bâtiment fait partie du secteur de la rue Obrenovićeva, inscrit sur la liste des entités spatiales historico-culturelles protégées de la république de Serbie (identifiant no PKIC 31),.